# Molen Duffhues
Molen Duffhues was een stellingmolen in Rosmalen. Het had de functie van korenmolen.
De bovenkap van de molen is afkomstig van de Molen Het Hert die tot 1902 in Drachten heeft gestaan. In 1902 heeft molenaar Duffhues de molen in Drachten afgebroken en in Rosmalen opnieuw opgebouwd. Eenmaal in Rosmalen werd hij gebouwd op een stenen onderstuk.
De molen heeft dienstgedaan tot 1960. Vanwege gevaar voor de wieken werden in dat jaar de wieken, de kap en het kruiwerk verwijderd, terwijl de romp bleef staan. Uiteindelijk zou ook deze in 1970 verwijderd worden. De stenen onderbouw bleef staan en werd na 1996 gerenoveerd en doet nu dienst als woning. Sinds 2019 is in de molen ook een atelier / galerie gevestigd van een beeldend kunstenaar.